# Caerhays Castle

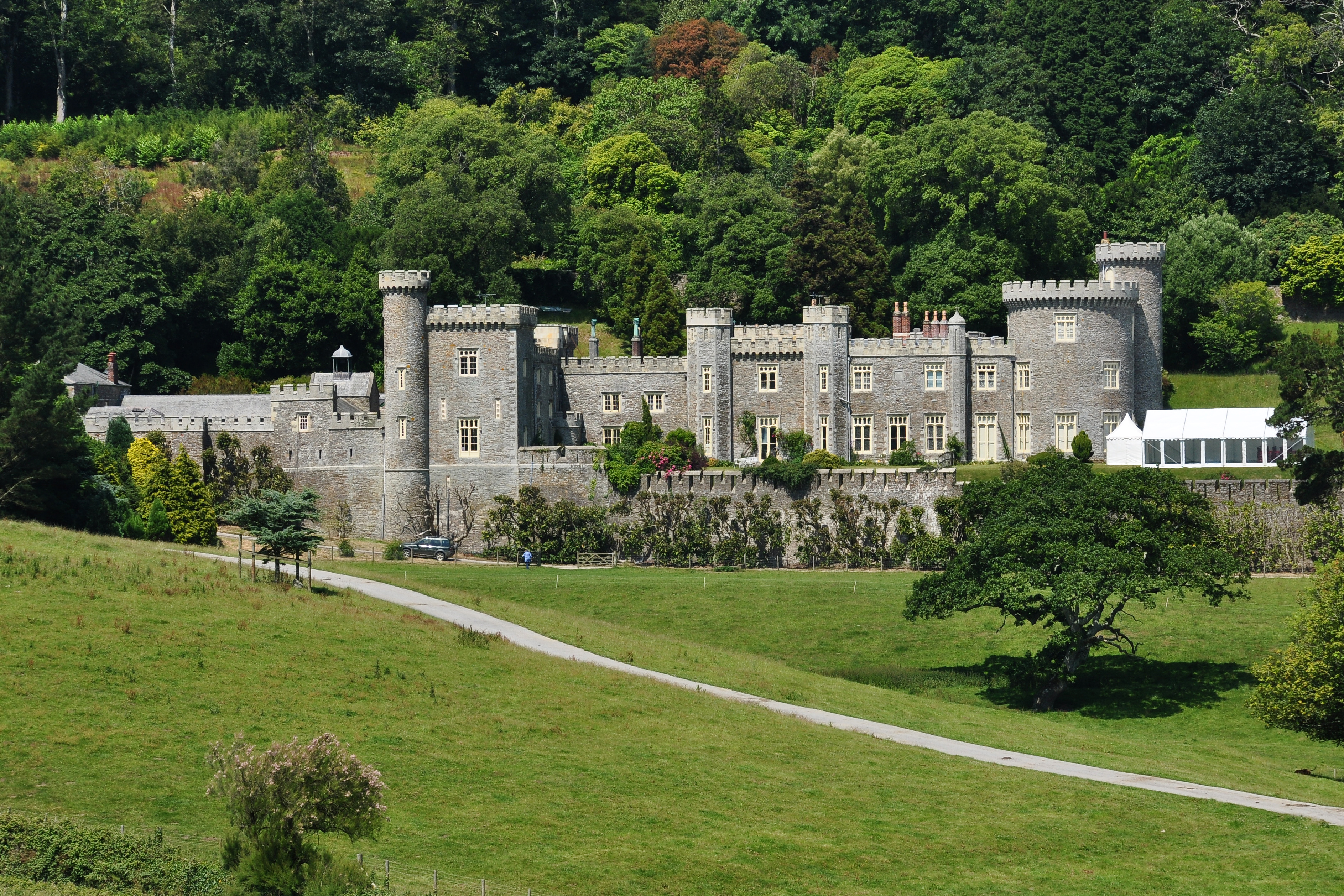
Caerhays Castle von Südosten

Caerhays Castle (auch: Caerhayes Castle oder Carhayes Castle) ist ein teilweise befestigtes Herrenhaus etwa 800 Meter südlich des Dorfzentrums von St Michael Caerhays in der englischen Grafschaft Cornwall. Das Haus steht über dem Porthluney Cove am Ärmelkanal. Im Deutschen bedeutet der Name des Hauses „eingeschlossene Burg“. Im Garten befindet sich die größte Sammlung von Magnolien in England, darunter auch eine von vier nationalen Magnoliensammlungen unter der Ägide des National Council for the Conservation of Plants and Gardens.

## Geschichte der Grundherrschaft

### Arundell
Im Frühmittelalter gehörte die Grundherrschaft der Familie Arundell. Die älteste Erwähnung des Namens ist Karihaes im Jahre 1259 und 1379 wurde er als Karihaes erwähnt, aber seine ursprüngliche Bedeutung ist nicht bekannt.

### Trevanion
Um 1379 fiel die Grundherrschaft an die Familie Trevanion, als Robert Trevanion und Johanna Arundell heirateten. Johanna Arundell war Tochter und Erbin von Rudolph Arundell aus Caerhays. John Trevanion erbte das Anwesen 1703, ließ das dort existierende Herrenhaus umbauen und die Gärten anlagen.

### Bettesworth-Trevanion
Mit dem Tod von William Trevanion 1767 war die männliche Linie der Trevanions ausgestorben und das Anwesen fiel an den Sohn seiner Schwester, John Bettesworth. 1801, als Bettesworths 21-jähriger Sohn Caerhays Castle erbte, nahm er Trevanion als zusätzlichen Namen an, hieß dann also John Bettesworth-Trevanion.
Er ließ das heutige Herrenhaus an einer Stelle nahe dem früheren Herrenhaus errichten. Sein Architekt war der englisch-walisische John Nash. Bettesworth-Trevanion wurde 1807 zum Parlamentsabgeordneten für den Wahlkreis Penryn gewählt und im selben Jahr begann der Bau des neuen Herrenhauses. 1810 wurde es fertiggestellt. Das neue Herrenhaus wurde nahe dem alten gebaut, das während der Regentschaft Heinrichs VIII. bereits erweitert worden war.

### Williams
Nachdem Bettesworth-Trevanion vor seinen Gläubigern nach Paris geflohen war, kaufte Michael Williams II. Caerhays Castle 1854 von diesen Gläubigern. Der jüngere Bruder von Michael Williams II., Sir William (1791–1870) wurde 1866 zum Baronet ernannt. Nachdem das Haus über eine Dekade lang nicht bewohnt und auch eine Zeitlang nicht wasserdicht war, ließen Michael Williams II. und sein Sohn, John Michael Williams (1813–1880) es umfassend renovieren. Michael Williams II. starb 1858 und hinterließ Caerhays Castle seinem ältesten Sohn John Michael, während er Scorrier House seinem sechsten Sohn, George Williams (1827–1891) hinterließ, der 1875 High Sheriff of Cornwall war. Nach dem Tod von John Michael Williams 1880 erbte dessen zweiter Sohn, John Charles Williams (1861–1939), damals 18 Jahre alt, das Anwesen von Caerhays Castle. John Charles Williams heiratete 1884 und im selben Jahr wurde das Haus erneut einer Restaurierung und einem Umbau unterzogen. Er wurde ein enthusiastischer Gärtner und Botaniker, der Expeditionen zur Erlangung von Pflanzen sponserte, um seinen Burggarten mit Neuerwerbungen zu füllen. Saatgut, das Ernest Henry Wilson 1903 aus China mitbrachte, spendete ihm Harry Veitch. Der derzeitige (2012) Eigner ist Charles Williams.

## Konstruktion
Das Herrenhaus, das wie eine normannische Burg aussieht, wurde aus grobem Stein aus der unmittelbaren Nachbarschaft erbaut. Die 48 Meter lange Hauptfassade zeigt nach Süden und hat eine Terrasse mit Zinnen. Die wichtigsten Räume befinden sich an der Süd- und der Ostseite und sind durch eine lange Galerie verbunden. Bemalte Glasfenster schmücken das Speisezimmer, das Treppenhaus und die Eingangshalle.
Teile des alten Herrenhauses blieben erhalten, z. B. die alte Kapelle und ein alter Spazierweg zum Meer, der „Watchhouse Walk“ genannt wird.

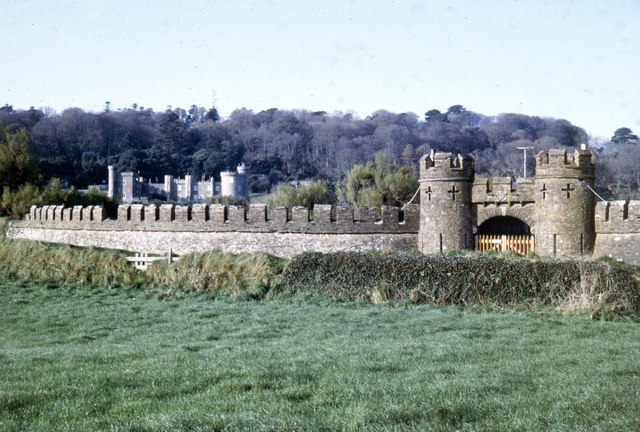
Caerhays Castle
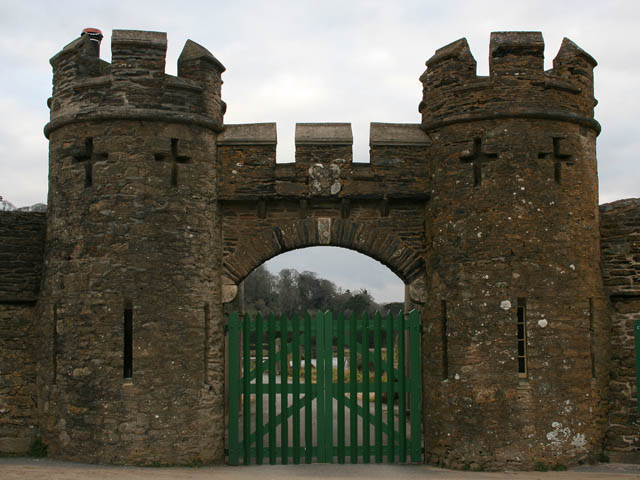
Caerhays Castle
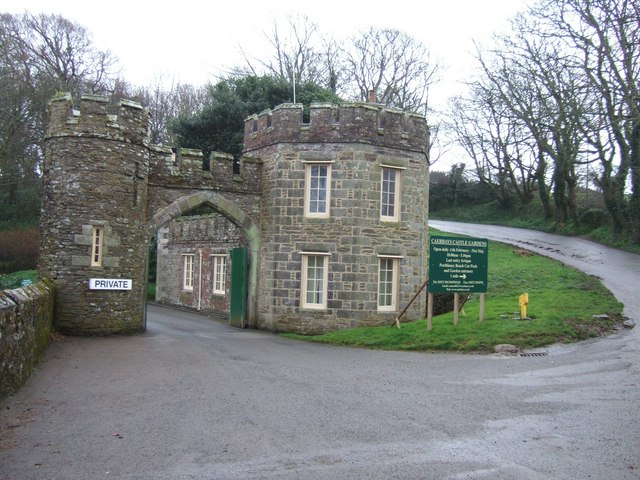
Haupttorhaus

## Historische Erhaltung
Das neue Herrenhaus wurde am 15. November 1988 von English Heritage als historisches Gebäude I. Grades gelistet. Weitere historische Gebäude I. Grades auf dem Gelände des Herrenhauses sind die Gartenmauer mit ihren Torwegen und dem Follytürmen, die westlich und östlich an das Herrenhaus angeschlossen sind, die Higher Lodge, die Lower Lodge mit den angebauten Gartenschirmen, und die Nebengebäude, die südwestlich an das Herrenhaus angeschlossen sind.

## Garten
Der Garten bedeckt eine Fläche von fast 49 Hektar und wird von vier Straßen durchschnitten, die „Rote Straße“, „Blaue Straße“, „Gelbe Straße“ und „Grüne Straße“ heißen. Es gibt dort auch Feldwege, grasige Wege und Stufen. Im Garten finden sich 600 Pflanzenarten, wie Bäume und Büsche, z. B. Azaleen und Kamelien. Im Jahre 1917 gab es dort über 250 Arten von Rhododendren. Der Garten beherbergt auch die größte Sammlung von Magnolien in England.

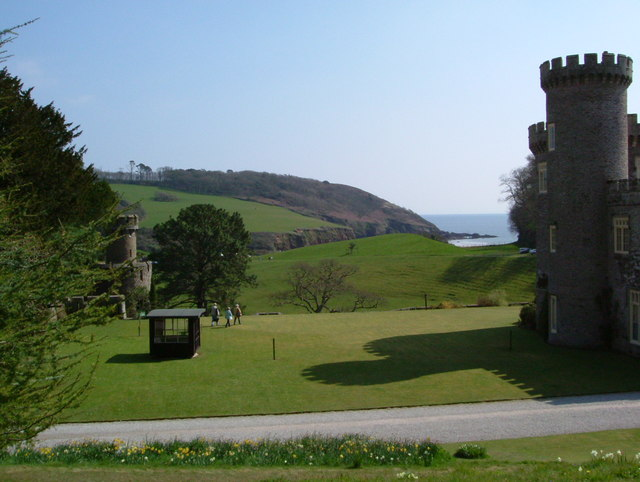
Rasenflächen von Caerhays Castle
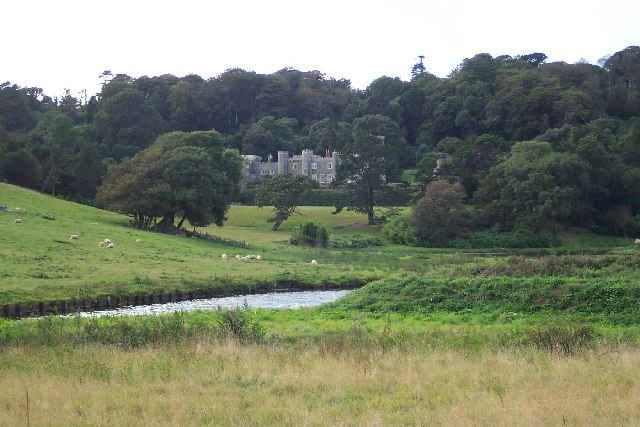
Rasenflächen von Caerhays Castle